# Allygus mixtus
Allygus mixtus är en insektsart som först beskrevs av Fabricius 1794.  Allygus mixtus ingår i släktet Allygus, och familjen dvärgstritar. Arten är reproducerande i Sverige.

## Bildgalleri

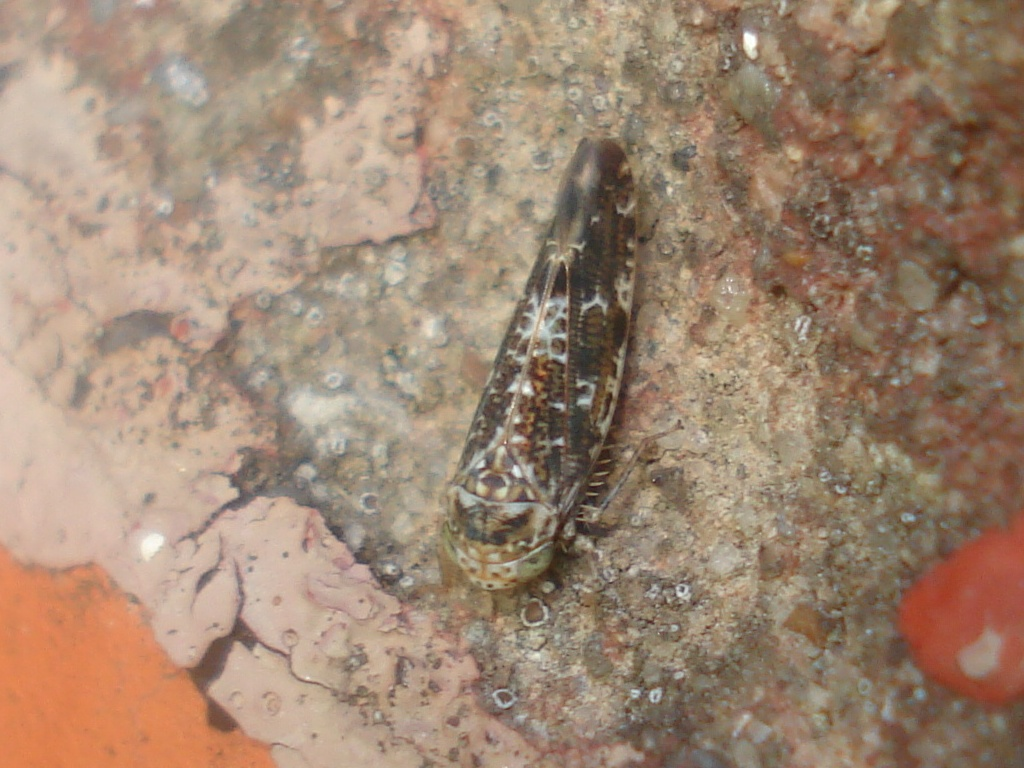